# Ibrac e Maleirand
Ivrac e Maleirand (en francès Yvrac-et-Malleyrand) és un municipi de França situada al departament del Charente i a la regió de la Nova Aquitània.